# Polónia no Festival Eurovisão da Canção
Polónia participou no Festival Eurovisão da Canção 26 vezes desde a sua estreia em 1994. Embora a Polónia só tenha se tornado membro da União Europeia de Radiodifusão (EBU) em 1993, os concursos anteriores eram frequentemente transmitidos pela Telewizja Polska (TVP), a emissora polaca. 
A estreia da Polónia na competição em 1994 continua a ser a sua participação de maior sucesso, com Edyta Górniak a terminar em segundo. Este continua a ser o único resultado da Polónia entre os cinco primeiros na competição. O país alcançou o top ten pela segunda vez, com Ich Troje terminando em sétimo em 2003. A Polônia não conseguiu se classificar nas semifinais em seis dos sete anos entre 2005 e 2011, antes de desistir da competição em 2012. Desde que retornou em Em 2014, a Polónia qualificou-se para a final durante quatro anos consecutivos (2014–2017), alcançando um terceiro lugar entre os dez primeiros em 2016, com Michał Szpak a terminar em oitavo. O país não conseguiu se classificar em três disputas consecutivas (2018, 2019 e 2021), sequência que terminou com Ochman terminando em 12º em 2022.

## Participações
Legenda
     Vencedor
     2.º lugar
     3.º lugar
     Pontuação Nula ("Null Points")/Último Lugar
     Melhor classificação (fora do top 3)
     Qualificação para a final (fora do top 3)
     País-anfitrião
     Desclassificado
| #                                | Ano             | Artista                    | Canção                                                    | Língua                                   | Final                    | Pontos                   | Semi                     | Pontos                   |
| -------------------------------- | --------------- | -------------------------- | --------------------------------------------------------- | ---------------------------------------- | ------------------------ | ------------------------ | ------------------------ | ------------------------ |
| 1º                               | Dublin 1994     | Edyta Górniak              | "To nie ja!" Não sou Eu!                                  | Polaco                                   | 2º                       | 166                      | Sem Semi-Finais          | Sem Semi-Finais          |
| 2º                               | Dublin 1995     | Justyna                    | "Sama" Sozinha                                            | Polaco                                   | 18º                      | 15                       | Sem Semi-Finais          | Sem Semi-Finais          |
| 3º                               | Oslo 1996       | Kasia Kowalska             | "Chcę znać swój grzech..." Eu quero saber o meu pecado... | Polaco                                   | 14º                      | 37                       | 15º                      | 42                       |
| 4º                               | Dublin 1997     | Anna Maria Jopek           | "Ale jestem" Mas eu existo                                | Polaco                                   | 11º                      | 54                       | Sem Semi-Finais          | Sem Semi-Finais          |
| 5º                               | Birmingham 1998 | Sixteen                    | "To takie proste" É fácil                                 | Polaco                                   | 17º                      | 19                       | Sem Semi-Finais          | Sem Semi-Finais          |
| 6º                               | Jerusalém 1999  | Mietek Szcześniak          | "Przytul mnie mocno" Abraça-me forte                      | Polaco                                   | 18º                      | 17                       | Sem Semi-Finais          | Sem Semi-Finais          |
|                                  | Estocolmo 2000  | Não participou             | Não participou                                            | Não participou                           | Não participou           | Não participou           | Sem Semi-Finais          | Sem Semi-Finais          |
| 7º                               | Copenhaga 2001  | Piasek                     | "2 Long" Demasiado tempo                                  | Inglês                                   | 20º                      | 11                       | Sem Semi-Finais          | Sem Semi-Finais          |
|                                  | Tallinn 2002    | Não participou             | Não participou                                            | Não participou                           | Não participou           | Não participou           | Sem Semi-Finais          | Sem Semi-Finais          |
| 8º                               | Riga 2003       | Ich Troje                  | "Keine Grenzen-Żadnych granic" Sem fronteiras             | Alemão, Polaco & Russo                   | 7º                       | 90                       | Sem Semi-Finais          | Sem Semi-Finais          |
| 9º                               | Istambul 2004   | Blue Café                  | "Love Song" Canção do amor                                | Inglês & Espanhol                        | 17º                      | 27                       | Top 11 no ano anterior   | Top 11 no ano anterior   |
| 10º                              | Kiev 2005       | Ivan & Delfin              | "Czarna dziewczyna" Rapariga bonita                       | Polaco & Russo                           | Não se qualificou        | Não se qualificou        | 11º                      | 81                       |
| 11º                              | Atenas 2006     | Ich Troje feat. Real McCoy | "Follow My Heart" Segue o meu coração                     | Inglês, Polaco, Alemão, Russo & Espanhol | Não se qualificou        | Não se qualificou        | 11º                      | 70                       |
| 12º                              | Helsínquia 2007 | The Jet Set                | "Time to party" Tempo de festa                            | Inglês                                   | Não se qualificou        | Não se qualificou        | 14º                      | 75                       |
| 13º                              | Belgrado 2008   | Isis Gee                   | "For life" Para a vida                                    | Inglês                                   | 24º                      | 14                       | 10º                      | 42                       |
| 14º                              | Moscovo 2009    | Lidia Kopania              | "I Don't Wanna Leave" Eu não quero deixar                 | Inglês                                   | Não se qualificou        | Não se qualificou        | 12º                      | 43                       |
| 15º                              | Oslo 2010       | Marcin Mroziński           | "Legenda" A lenda                                         | Inglês & Polaco                          | Não se qualificou        | Não se qualificou        | 13º                      | 44                       |
| 16º                              | Düsseldorf 2011 | Magdalena Tul              | "Jestem" Eu Sou                                           | Polaco                                   | Não se qualificou        | Não se qualificou        | 19º                      | 18                       |
| Não participou entre 2012 e 2013 |                 |                            |                                                           |                                          |                          |                          |                          |                          |
| 17º                              | Copenhaga 2014  | Donatan & Cleo             | "My Słowianie (Slavic Girls)" Nós, os eslavos             | Polaco & Inglês                          | 14º                      | 62                       | 8º                       | 70                       |
| 18º                              | Viena 2015      | Monika Kuszyńska           | "In The Name of Love" Em nome do amor                     | Inglês                                   | 23º                      | 10                       | 8º                       | 57                       |
| 19º                              | Estocolmo 2016  | Michał Szpak               | "Color of Your Life" A Cor da Tua Vida                    | Inglês                                   | 8º                       | 229                      | 6º                       | 151                      |
| 20º                              | Kiev 2017       | Kasia Moś                  | "Flashlight" Lanterna                                     | Inglês                                   | 22º                      | 64                       | 9º                       | 119                      |
| 21º                              | Lisboa 2018     | Gromee feat. Lukas Meijer  | "Light Me Up" Ilumina-me                                  | Inglês                                   | Não se qualificou        | Não se qualificou        | 14º                      | 81                       |
| 22º                              | Tel Aviv 2019   | Tulia                      | "Fire of Love (Pali się)" Fogo do amor                    | Polaco & inglês                          | Não se qualificou        | Não se qualificou        | 11º                      | 120                      |
|                                  | Roterdão 2020   | Alicja                     | "Empires" Impérios                                        | Inglês                                   | A edição não se realizou | A edição não se realizou | A edição não se realizou | A edição não se realizou |
| 23º                              | Roterdão 2021   | Rafał                      | "The Ride" O percurso                                     | Inglês                                   | Não se qualificou        | Não se qualificou        | 14º                      | 35                       |
| 24º                              | Turim 2022      | Ochman                     | "River" Rio                                               | Inglês                                   | 12º                      | 151                      | 6º                       | 198                      |
| 25º                              | Liverpool 2023  | Blanka                     | "Solo" Sozinha                                            | Inglês                                   | 19º                      | 93                       | 3º                       | 124                      |
| 26º                              | Malmö 2024      | Luna                       | "The Tower" A Torre                                       | Inglês                                   | Não se qualificou        | Não se qualificou        | 12º                      | 35                       |
| 27º                              | Basileia 2025   | Justyna Steczkowska        | "Gaja" Gaia                                               | Polaco & Inglês                          | 14º                      | 156                      | 7º                       | 85                       |

| Ano             | Artista                   | Canção                        | Final             | Final             | Final             | Final             | Final             | Final             | Semi            | Semi            | Semi            | Semi            | Semi | Semi   |
| Ano             | Artista                   | Canção                        | Tlv.              | Pontos            | Júri              | Pontos            | Cl.               | Pontos            | Tlv.            | Pontos          | Júri            | Pontos          | Cl.  | Pontos |
| --------------- | ------------------------- | ----------------------------- | ----------------- | ----------------- | ----------------- | ----------------- | ----------------- | ----------------- | --------------- | --------------- | --------------- | --------------- | ---- | ------ |
| Moscovo 2009    | Lidia Kopania             | "I Don't Wanna Leave"         | Não se qualificou | Não se qualificou | Não se qualificou | Não se qualificou | Não se qualificou | Não se qualificou | Apenas televoto | Apenas televoto | Apenas televoto | Apenas televoto | 12º  | 43     |
| Oslo 2010       | Marcin Mroziński          | "Legenda"                     | Não se qualificou | Não se qualificou | Não se qualificou | Não se qualificou | Não se qualificou | Não se qualificou | 13º             | 38              | 11º             | 58              | 13º  | 44     |
| Düsseldorf 2011 | Magdalena Tul             | "Jestem"                      | Não se qualificou | Não se qualificou | Não se qualificou | Não se qualificou | Não se qualificou | Não se qualificou | 17º             | 25              | 18º             | 13              | 19º  | 18     |
| Copenhaga 2014  | Donatan & Cleo            | "My Słowianie (Slavic Girls)" | 5º                | 162               | 23º               | 23                | 14º               | 62                | 3º              | 116             | 12º             | 34              | 8º   | 70     |
| Viena 2015      | Monika Kuszyńska          | "In The Name of Love"         | 15º               | 47                | 27º               | 2                 | 23º               | 10                | 4º              | 114             | 16º             | 10              | 8º   | 57     |
| Estocolmo 2016  | Michał Szpak              | "Color of Your Life"          | 3º                | 222               | 25º               | 7                 | 8º                | 229               | 4º              | 131             | 15º             | 20              | 6º   | 151    |
| Kiev 2017       | Kasia Moś                 | "Flashlight"                  | 12º               | 41                | 23º               | 23                | 22º               | 64                | 6º              | 69              | 11º             | 50              | 9º   | 119    |
| Lisboa 2018     | Gromee feat. Lukas Meijer | "Light Me Up"                 | Não se qualificou | Não se qualificou | Não se qualificou | Não se qualificou | Não se qualificou | Não se qualificou | 10º             | 60              | 15º             | 21              | 14º  | 81     |
| Tel Aviv 2019   | Tulia                     | "Fire of Love (Pali się)"     | Não se qualificou | Não se qualificou | Não se qualificou | Não se qualificou | Não se qualificou | Não se qualificou | 8º              | 60              | 11º             | 60              | 11º  | 120    |
| Roterdão 2021   | Rafał                     | "The Ride"                    | Não se qualificou | Não se qualificou | Não se qualificou | Não se qualificou | Não se qualificou | Não se qualificou | 13º             | 17              | 14º             | 18              | 14º  | 35     |
| Turim 2022      | Ochman                    | "River"                       | 9º                | 105               | 14º               | 46                | 12º               | 151               | 4º              | 114             | 7º              | 84              | 6º   | 198    |
| Liverpool 2023  | Blanka                    | "Solo"                        | 8º                | 81                | 24º               | 12                | 19º               | 93                | Apenas televoto | Apenas televoto | Apenas televoto | Apenas televoto | 3º   | 124    |
| Malmö 2024      | Luna                      | "The Tower"                   | Não se qualificou | Não se qualificou | Não se qualificou | Não se qualificou | Não se qualificou | Não se qualificou | Apenas televoto | Apenas televoto | Apenas televoto | Apenas televoto | 12º  | 35     |
| Basileia 2025   | Justyna Steczkowska       | "Gaja"                        | 7º                | 139               | 24º               | 17                | 14º               | 156               | Apenas televoto | Apenas televoto | Apenas televoto | Apenas televoto | 7º   | 85     |

## Comentadores e porta-vozes
| Ano(s) | Televisão            | Televisão                  | Votação             | Votação          | Votação        | Votação                          | Ref.          |
| Ano(s) | Comentador(es)       | Comentador(es) secundários | Porta-voz           | Idioma utilizado | Cidade         | Plano de fundo                   | Ref.          |
| ------ | -------------------- | -------------------------- | ------------------- | ---------------- | -------------- | -------------------------------- | ------------- |
| 1965   | Desconhecido         | Sem comentador secundário  | Não participou      | Não participou   | Não participou | Não participou                   | [ 2 ]         |
| 1966   | Desconhecido         | Sem comentador secundário  | Não participou      | Não participou   | Não participou | Não participou                   | [ 2 ]         |
| 1967   | Desconhecido         | Sem comentador secundário  | Não participou      | Não participou   | Não participou | Não participou                   | [ 2 ]         |
| 1968   | Desconhecido         | Sem comentador secundário  | Não participou      | Não participou   | Não participou | Não participou                   | [ 2 ]         |
| 1969   | Desconhecido         | Sem comentador secundário  | Não participou      | Não participou   | Não participou | Não participou                   | [ 2 ]         |
| 1970   | Sem comentador       | Sem comentador secundário  | Não participou      | Não participou   | Não participou | Não participou                   | [ 3 ]         |
| 1971   | Sem comentador       | Sem comentador secundário  | Não participou      | Não participou   | Não participou | Não participou                   | [ 3 ]         |
| 1972   | Sem transmissão      | Sem comentador secundário  | Não participou      | Não participou   | Não participou | Não participou                   | [ 3 ]         |
| 1973   | Desconhecido         | Sem comentador secundário  | Não participou      | Não participou   | Não participou | Não participou                   | [ 3 ]         |
| 1974   | Desconhecido         | Sem comentador secundário  | Não participou      | Não participou   | Não participou | Não participou                   | [ 3 ]         |
| 1975   | Sem transmissão      | Sem comentador secundário  | Não participou      | Não participou   | Não participou | Não participou                   | [ 3 ]         |
| 1976   | Sem transmissão      | Sem comentador secundário  | Não participou      | Não participou   | Não participou | Não participou                   | [ 3 ]         |
| 1977   | Desconhecido         | Sem comentador secundário  | Não participou      | Não participou   | Não participou | Não participou                   | [ 3 ]         |
| 1978   | Desconhecido         | Sem comentador secundário  | Não participou      | Não participou   | Não participou | Não participou                   | [ 3 ]         |
| 1979   | Sem transmissão      | Sem comentador secundário  | Não participou      | Não participou   | Não participou | Não participou                   | [ 3 ]         |
| 1980   | Sem transmissão      | Sem comentador secundário  | Não participou      | Não participou   | Não participou | Não participou                   | [ 3 ]         |
| 1981   | Desconhecido         | Sem comentador secundário  | Não participou      | Não participou   | Não participou | Não participou                   | [ 4 ]         |
| 1982   | Sem transmissão      | Sem comentador secundário  | Não participou      | Não participou   | Não participou | Não participou                   | [ 4 ]         |
| 1983   | Sem transmissão      | Sem comentador secundário  | Não participou      | Não participou   | Não participou | Não participou                   | [ 4 ]         |
| 1984   | Sem transmissão      | Sem comentador secundário  | Não participou      | Não participou   | Não participou | Não participou                   | [ 4 ]         |
| 1985   | Bogusław Brelik      | Sem comentador secundário  | Não participou      | Não participou   | Não participou | Não participou                   | [ 4 ]         |
| 1986   | Sem transmissão      | Sem comentador secundário  | Não participou      | Não participou   | Não participou | Não participou                   | [ 4 ]         |
| 1987   | Bogusław Brelik      | Sem comentador secundário  | Não participou      | Não participou   | Não participou | Não participou                   | [ 4 ]         |
| 1988   | Sem transmissão      | Sem comentador secundário  | Não participou      | Não participou   | Não participou | Não participou                   | [ 4 ]         |
| 1989   | Sem transmissão      | Sem comentador secundário  | Não participou      | Não participou   | Não participou | Não participou                   | [ 4 ]         |
| 1990   | Sem transmissão      | Sem comentador secundário  | Não participou      | Não participou   | Não participou | Não participou                   |               |
| 1991   | Ryszard Rembiszewski | Sem comentador secundário  | Não participou      | Não participou   | Não participou | Não participou                   |               |
| 1992   | Artur Orzech         | Maria Szabłowska           | Não participou      | Não participou   | Não participou | Não participou                   |               |
| 1993   | Artur Orzech         | Maria Szabłowska           | Não participou      | Não participou   | Não participou | Não participou                   |               |
| 1994   | Artur Orzech         | Sem comentador secundário  | Jan Chojnacki       | Inglês           | Varsóvia       | Estúdios da TVP                  |               |
| 1995   | Artur Orzech         | Sem comentador secundário  | Jan Chojnacki       | Inglês           | Varsóvia       | Estúdios da TVP                  |               |
| 1996   | Dorota Osman         | Sem comentador secundário  | Jan Chojnacki       | Inglês           | Varsóvia       | Estúdios da TVP                  |               |
| 1997   | Jan Wilkans          | Sem comentador secundário  | Jan Chojnacki       | Inglês           | Varsóvia       | Estúdios da TVP                  |               |
| 1998   | Artur Orzech         | Sem comentador secundário  | Jan Chojnacki       | Inglês           | Varsóvia       | Castelo Real de Varsóvia         |               |
| 1999   | Artur Orzech         | Sem comentador secundário  | Jan Chojnacki       | Inglês           | Varsóvia       | Castelo Real de Varsóvia         |               |
| 2000   | Artur Orzech         | Sem comentador secundário  | Não participou      | Não participou   | Não participou | Não participou                   | [ 5 ]         |
| 2001   | Artur Orzech         | Sem comentador secundário  | Maciej Orłoś        | Inglês           | Varsóvia       | Praça do Mercado da Cidade Velha | [ 6 ]         |
| 2002   | Artur Orzech         | Sem comentador secundário  | Não participou      | Não participou   | Não participou | Não participou                   | [ 5 ]         |
| 2003   | Artur Orzech         | Sem comentador secundário  | Maciej Orłoś        | Inglês           | Varsóvia       | Panorama da cidade               | [ 7 ]         |
| 2004   | Artur Orzech         | Sem comentador secundário  | Maciej Orłoś        | Inglês           | Varsóvia       | Panorama da cidade               |               |
| 2005   | Artur Orzech         | Sem comentador secundário  | Maciej Orłoś        | Inglês           | Varsóvia       | Panorama da cidade               |               |
| 2006   | Artur Orzech         | Sem comentador secundário  | Maciej Orłoś        | Inglês           | Varsóvia       | Panorama da cidade               |               |
| 2007   | Artur Orzech         | Sem comentador secundário  | Maciej Orłoś        | Inglês           | Varsóvia       | Panorama da cidade               | [ 8 ]         |
| 2008   | Artur Orzech         | Sem comentador secundário  | Radosław Brzózka    | Inglês           | Varsóvia       | Panorama da cidade               | [ 9 ]         |
| 2009   | Artur Orzech         | Sem comentador secundário  | Radosław Brzózka    | Inglês           | Varsóvia       | Panorama da cidade               | [ 10 ]        |
| 2010   | Artur Orzech         | Sem comentador secundário  | Aleksandra Rosiak   | Inglês           | Varsóvia       | Panorama da cidade               |               |
| 2011   | Artur Orzech         | Sem comentador secundário  | Odeta Moro-Figurska | Inglês           | Varsóvia       | Panorama da cidade               | [ 11 ]        |
| 2012   | Sem transmissão      | Sem transmissão            |                     |                  |                |                                  |               |
| 2013   | Sem transmissão      | Sem transmissão            |                     |                  |                |                                  |               |
| 2014   | Artur Orzech         | Sem comentador secundário  | Paulina Chylewska   | Inglês           | Varsóvia       | Estádio Nacional                 | [ 12 ]        |
| 2015   | Artur Orzech         | Sem comentador secundário  | Ola Ciupa           | Inglês           | Varsóvia       | Panorama da cidade               | [ 13 ] [ 14 ] |
| 2016   | Artur Orzech         | Sem comentador secundário  | Anna Popek          | Inglês           | Varsóvia       | Złota 44                         | [ 15 ]        |
| 2017   | Artur Orzech         | Sem comentador secundário  | Anna Popek          | Inglês           | Varsóvia       | Panorama da cidade               | [ 16 ]        |
| 2018   | Artur Orzech         | Sem comentador secundário  | Mateusz Szymkowiak  | Inglês           | Varsóvia       | Coluna de Sigismundo             | [ 17 ] [ 18 ] |
| 2019   | Artur Orzech         | Sem comentador secundário  | Mateusz Szymkowiak  | Inglês           | Varsóvia       | Castelo Real de Varsóvia         | [ 19 ] [ 20 ] |
| 2021   | Marek Sierocki       | Aleksander Sikora          | Ida Nowakowska      | Inglês           | Varsóvia       | Panorama da cidade               | [ 21 ] [ 22 ] |
| 2022   | Marek Sierocki       | Aleksander Sikora          |                     |                  |                |                                  | [ 23 ]        |

## Prémios

### Prémio Barbara Dex
| Ano  | Canção   | Artista(s) | Resultado final | Pontos | Anfitrião | Ref.   |
| ---- | -------- | ---------- | --------------- | ------ | --------- | ------ |
| 2001 | "2 Long" | Piasek     | 20º             | 11     | Copenhaga | [ 24 ] |

## Maestros
| Ano(s) | Maestro              |
| ------ | -------------------- |
| 1994   | Noel Kelehan         |
| 1995   | Noel Kelehan         |
| 1996   | Wiesław Pieregorólka |
| 1997   | Krzesimir Dębski     |
| 1998   | Wiesław Pieregorólka |

## Galeria

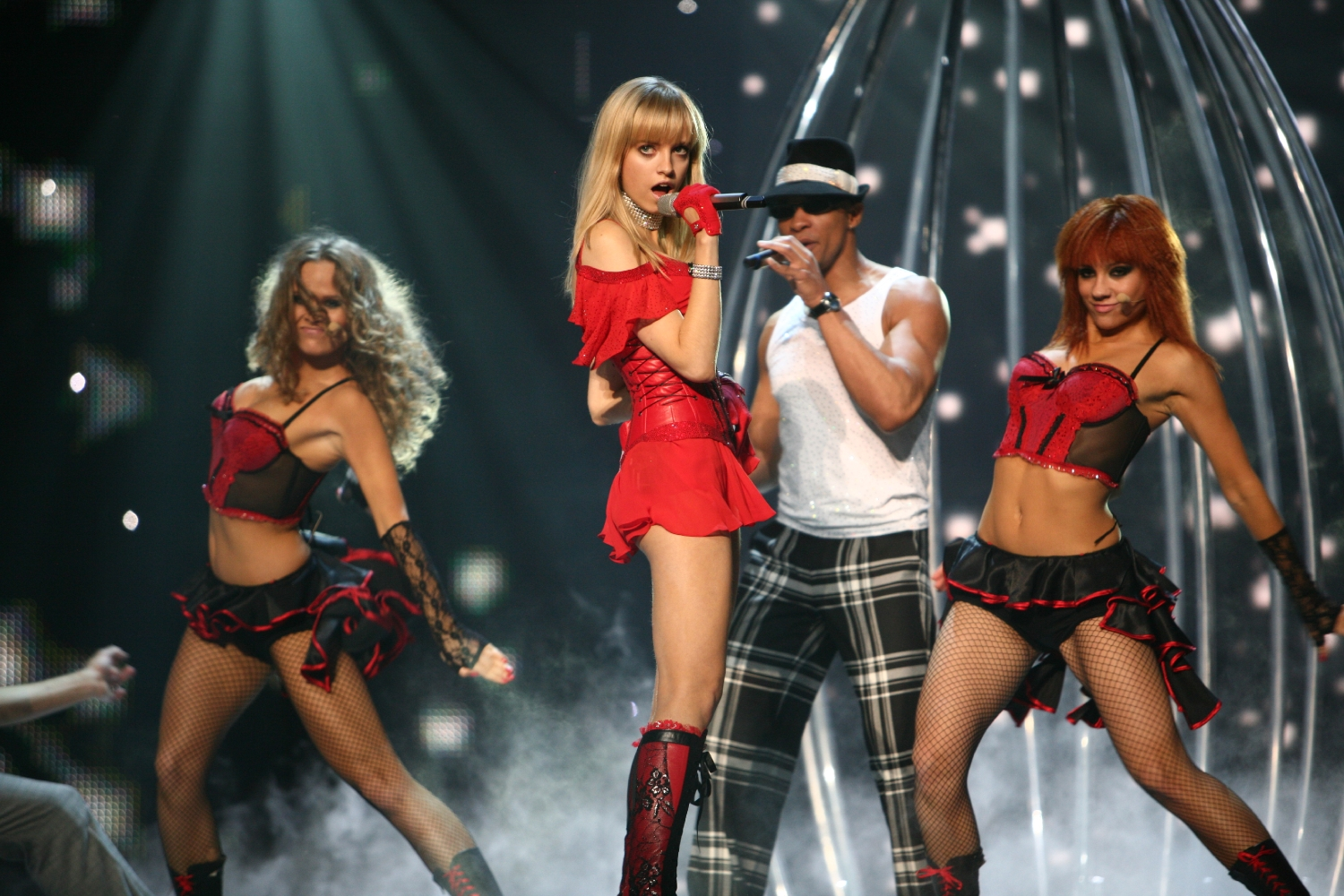
The Jet Set em Helsínquia (2007)
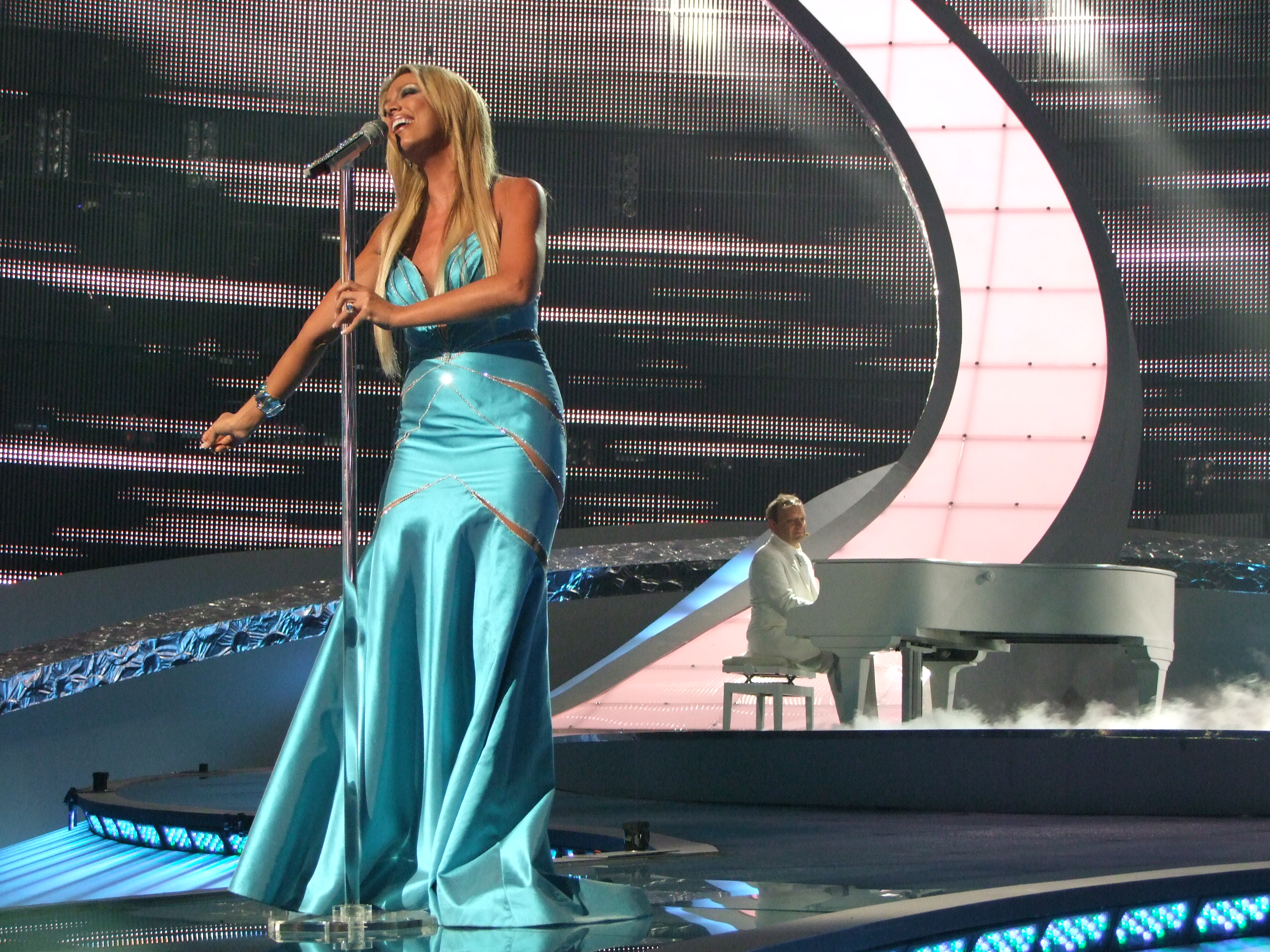
Isis Gee em Belgrado (2008)
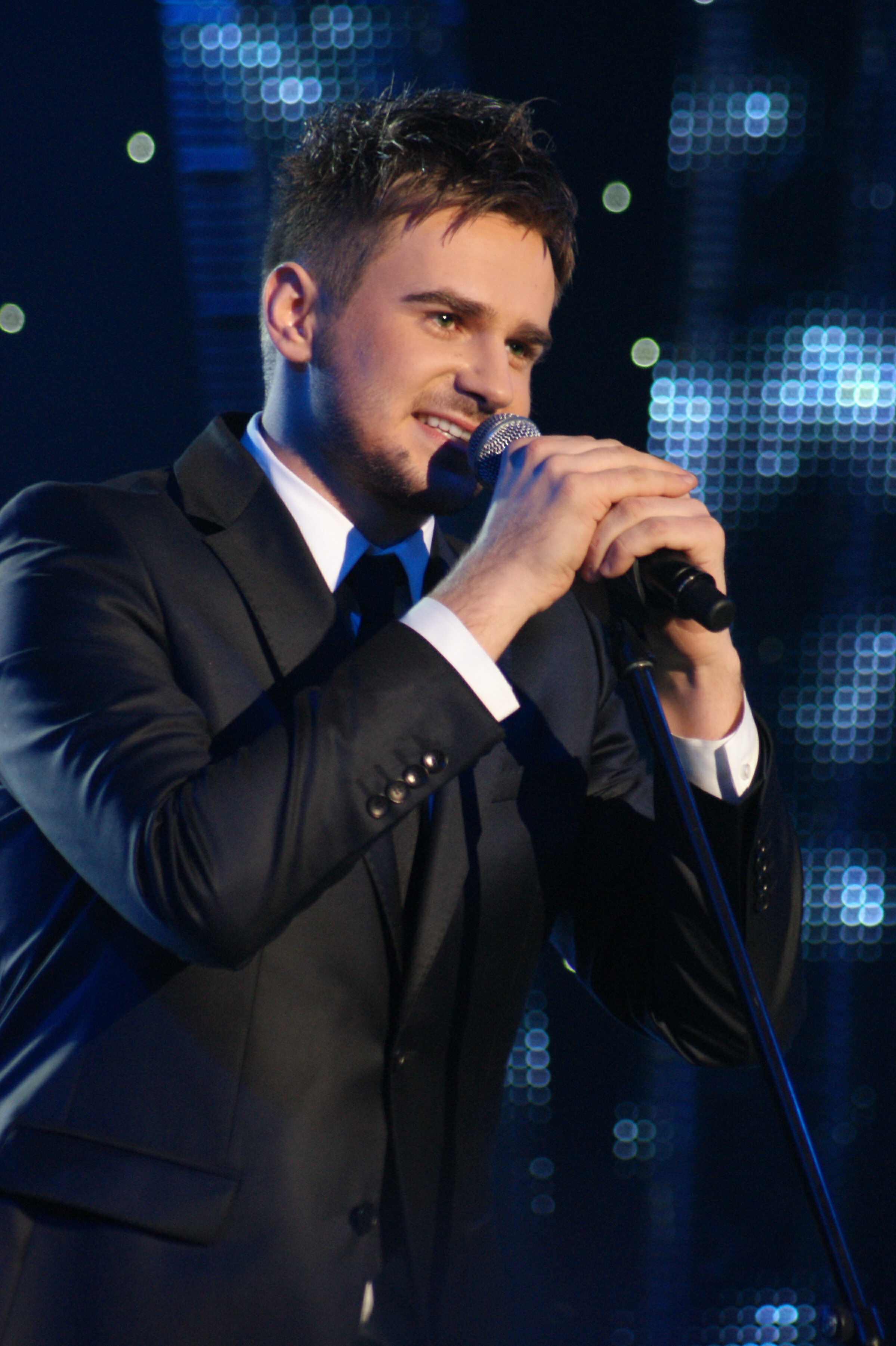
Marcin Mroziński em Oslo (2010)
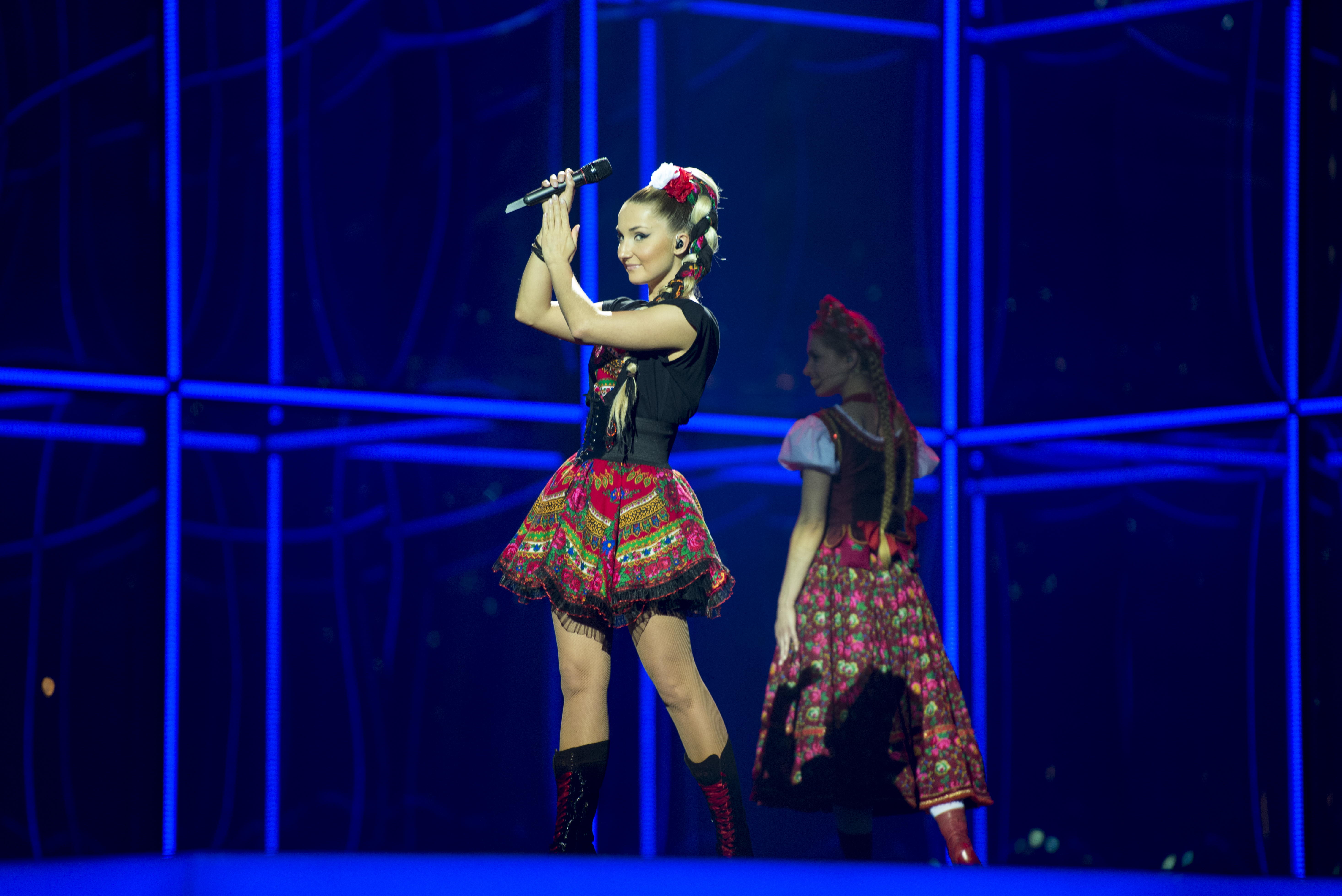
Donatan & Cleo em Copenhaga (2014)
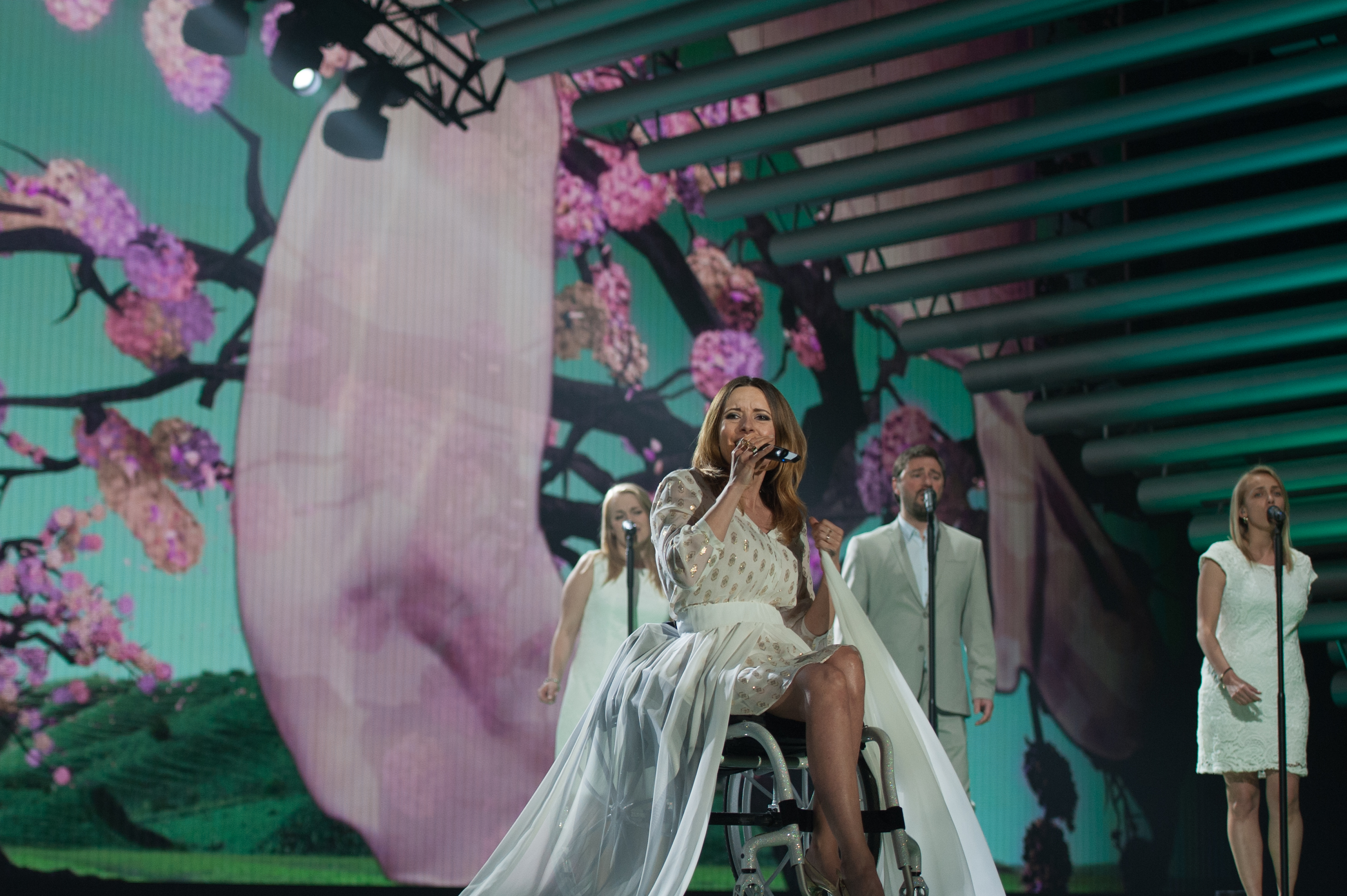
Monika Kuszyńska em Viena (2015)
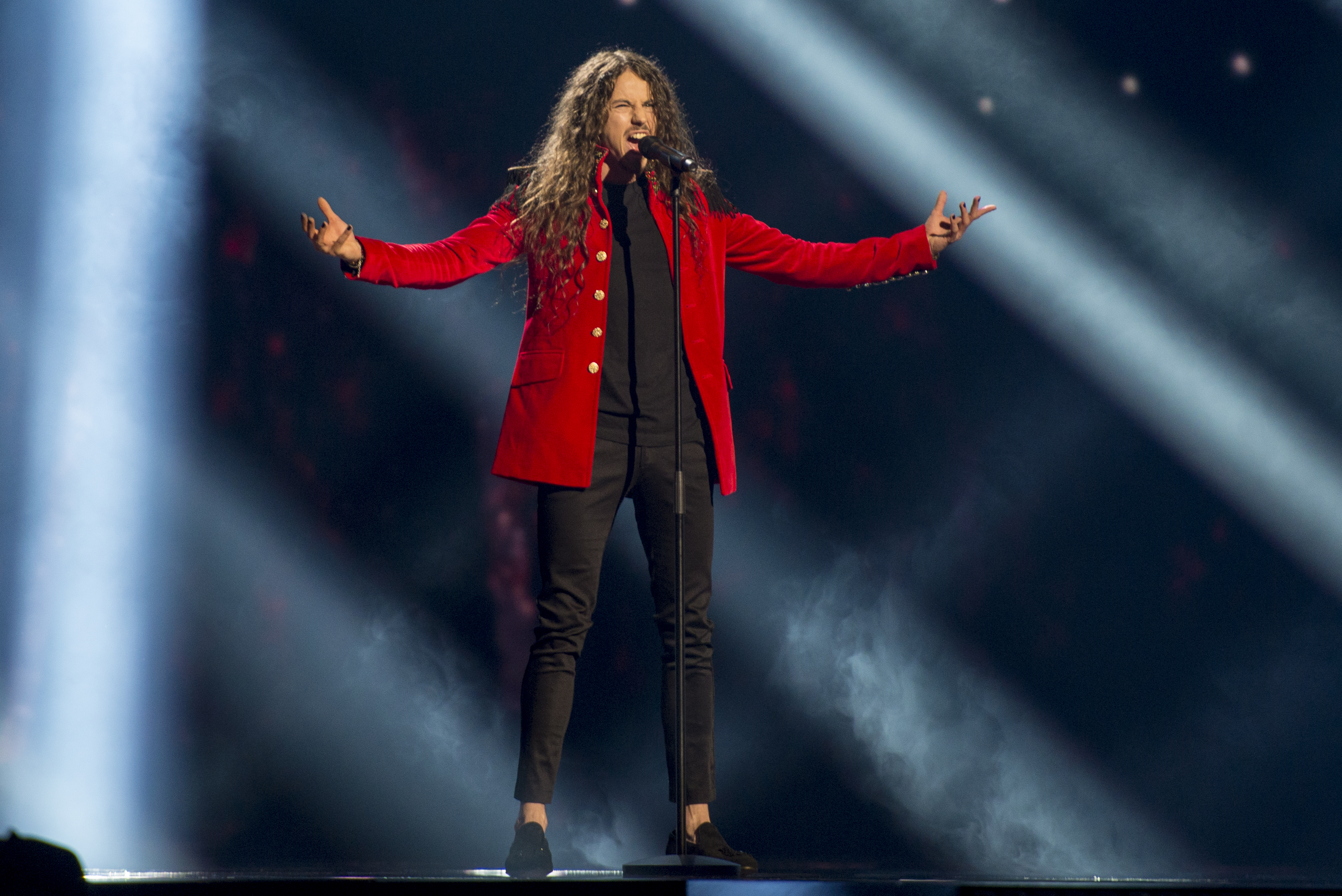
Michał Szpak em Estocolmo (2016)
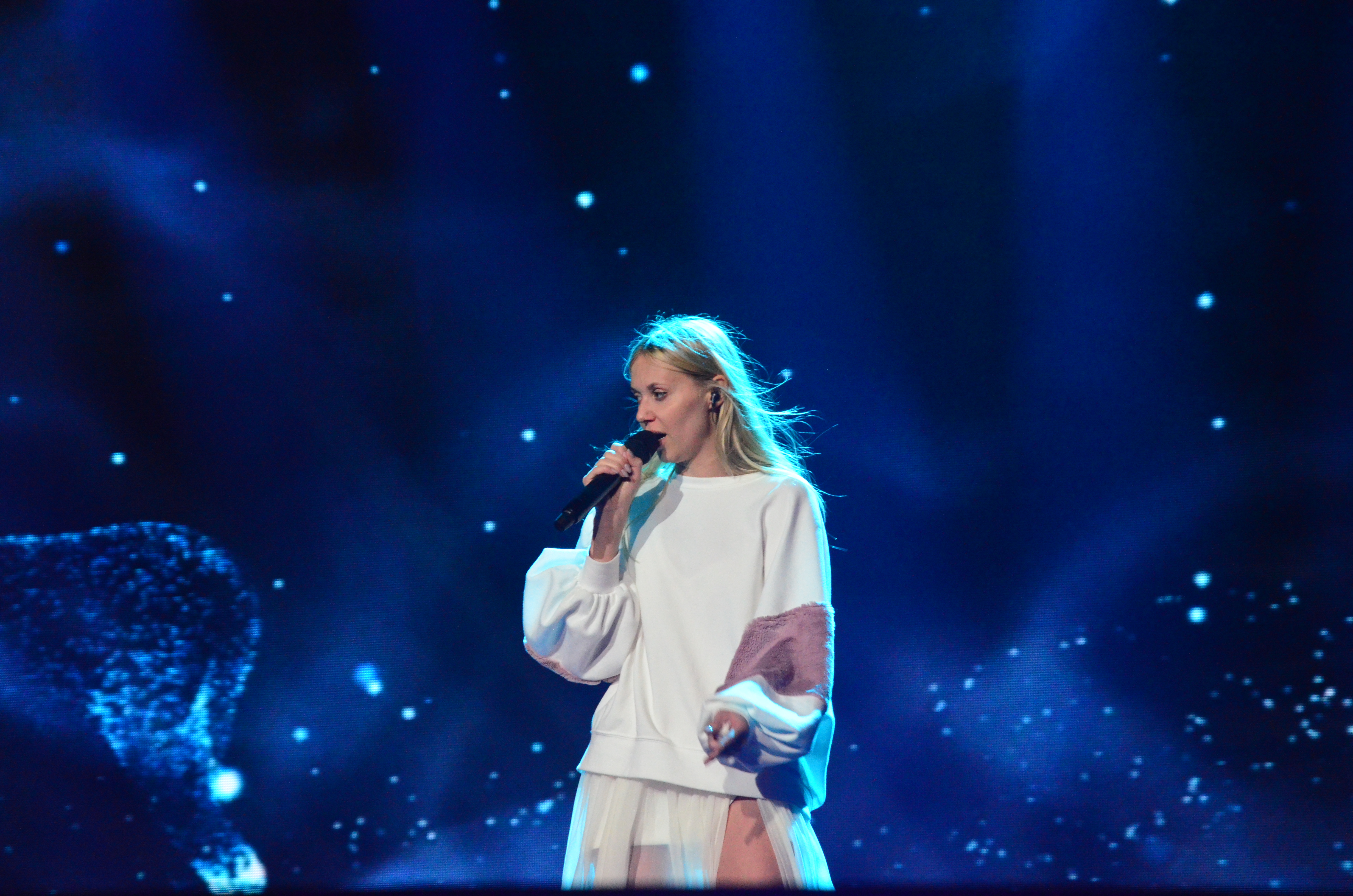
Kasia Moś em Kiev (2017)
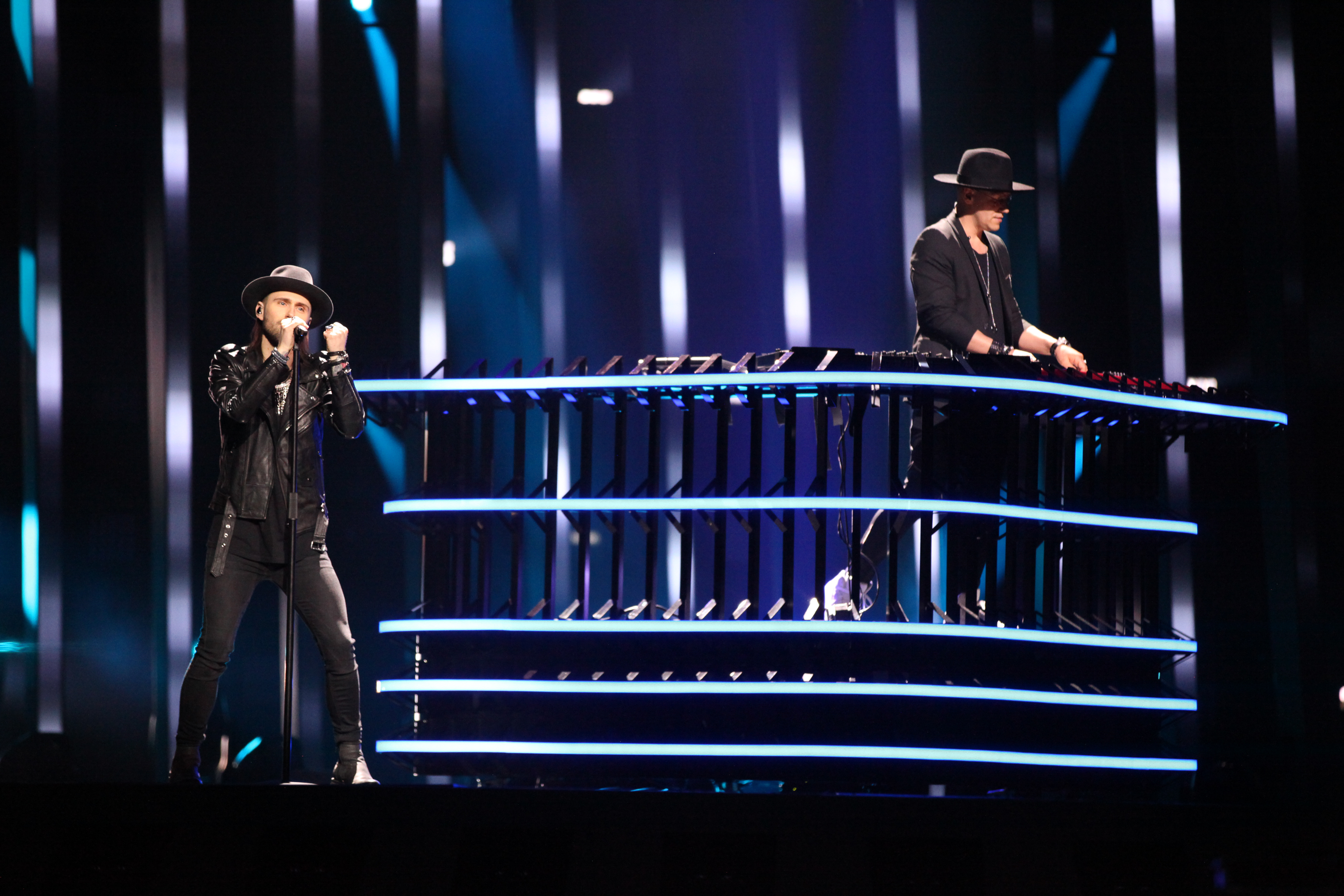
Gromee feat. Lukas Meijer em Lisboa (2018)
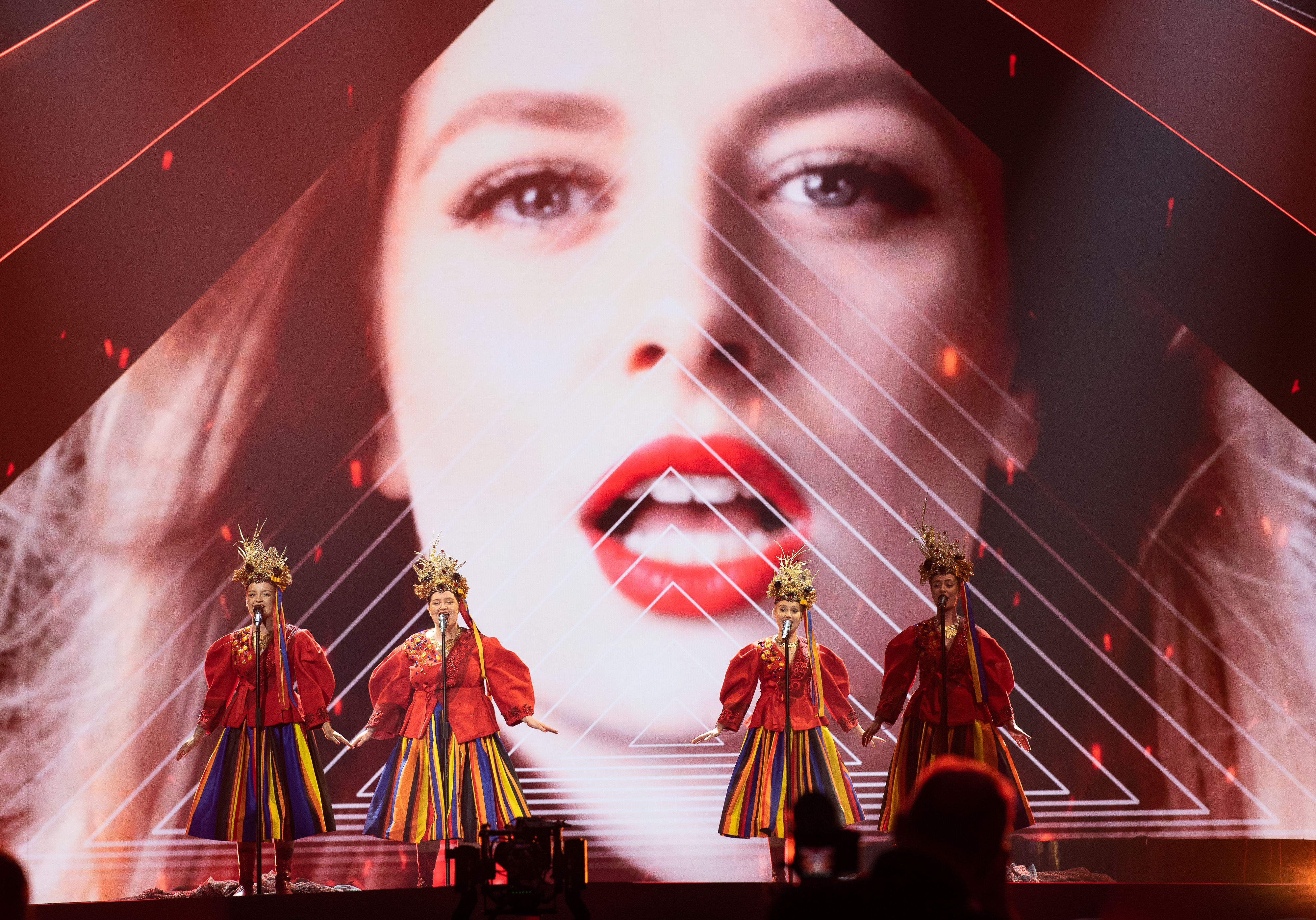
Tulia em Tel Aviv (2019)
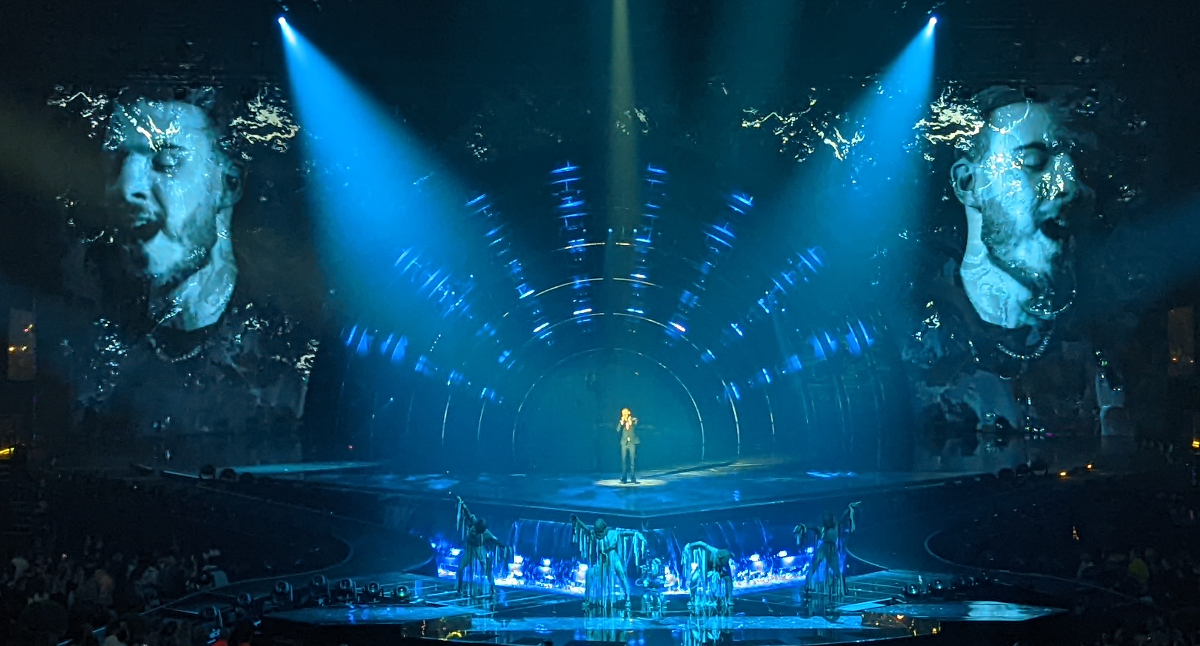
Ochman em Turim (2022)
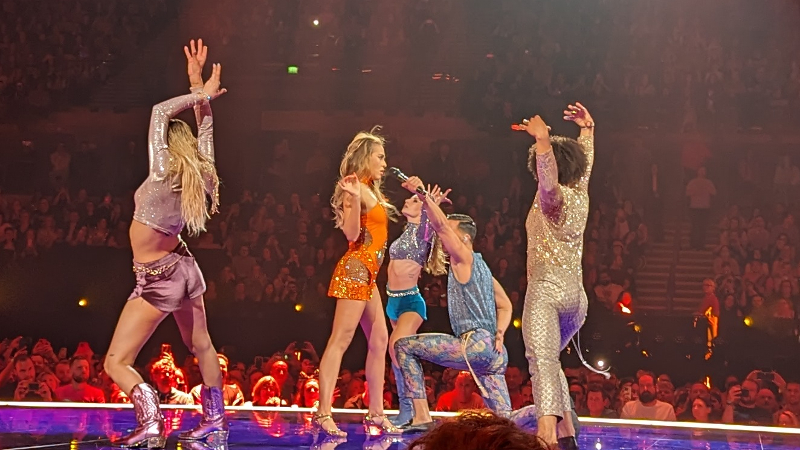
Blanka em Liverpool (2023)
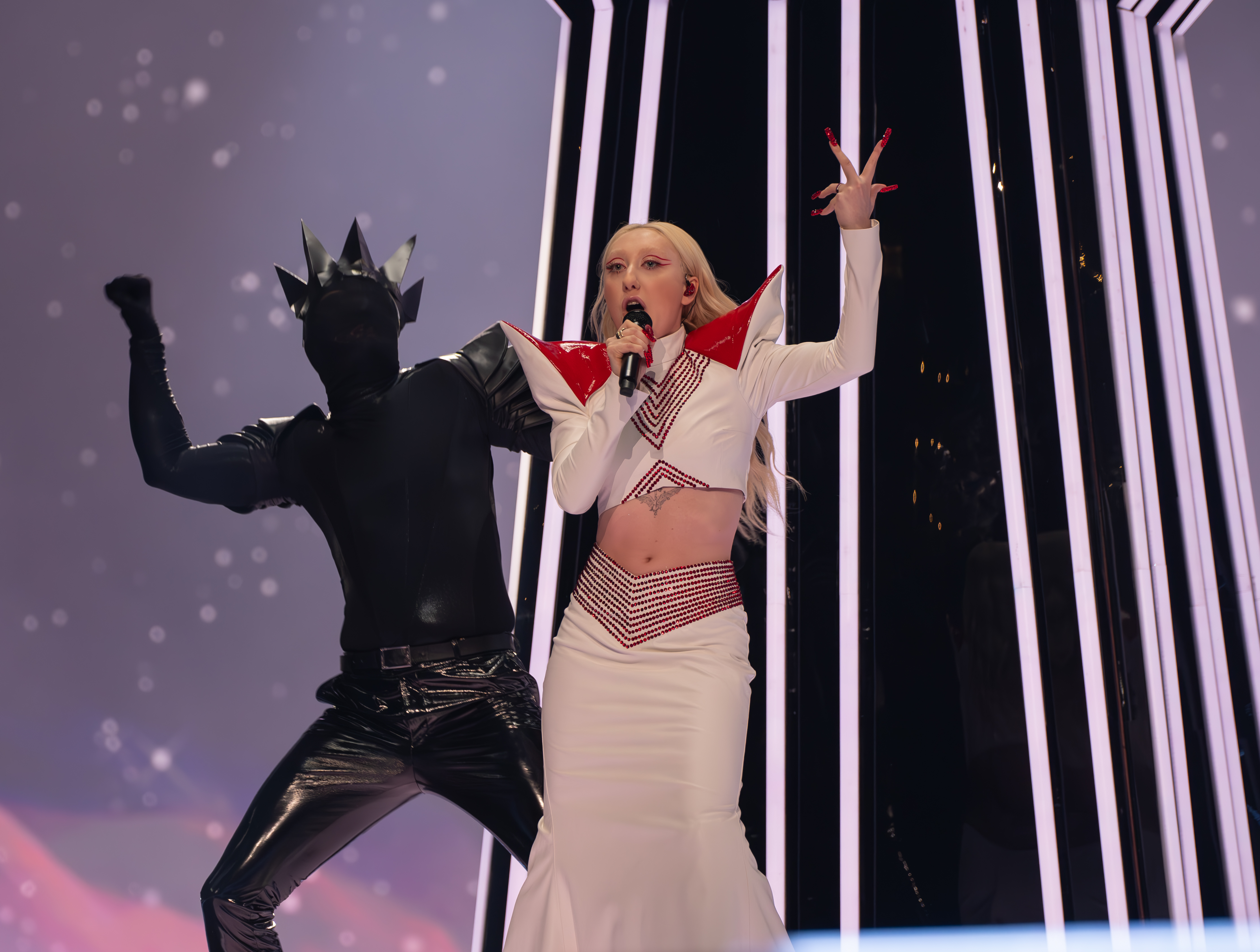
Luna em Malmö (2024)